# شيخة (مازو)
شیخة (بالفارسية: شیخه) هي منطقة سكنية تقع في قسم مازو الريفي، بمقاطعة أنديمشك التابعة لمحافظة خوزستان، إيران.